# Siphoactia peregrina
Siphoactia peregrina là một loài ruồi trong họ Tachinidae.